# Orisón
Orisón (floruit siglo III a. C.) fue un jefe, caudillo o régulo de los iberos oretanos.

## Biografía
En su primera aparición en las crónicas históricas, Orisón acudió en auxilio de la ciudad de Heliké (cuyo emplazamiento se desconoce), que había sido sitiada por los cartagineses de Amílcar Barca en 228 a. C. Se ignora si había vivido los desastres de caudillos hispánicos anteriores, como los de los hermanos Istolacio e Indortes, pero parece innegable que se enfrentó a las tropas cartaginesas con más astucia que ellos. Tras reunir un fuerte ejército entre los pueblos del área, Orisón llegó fingiendo buscar una alianza con Amílcar para ayudarle a someter a los sitiados, pero, tan pronto como los púnicos bajaron la guardia, les atacó con todas sus fuerzas, consiguiendo desmantelar el sitio y ponerles en fuga. Esta sería la primera derrota de Cartago en Hispania.
Se dice que los cartagineses trataron de usar en la batalla sus temibles elefantes de guerra, pero que Orisón se había prevenido contra ellos ocultando tras su ejército una manada de toros bravos con antorchas en las astas. Cuando los elefantes salieron, los oretanos encendieron las teas y azuzaron a los toros contra ellos, lo cual espantó a las bestias púnicas y causó el caos en sus líneas, además de incendiar su campamento. En este episodio, no todos los historiadores se muestran de acuerdo: Diodoro Sículo lo mantiene tal como se relata, mientras que Polibio y Apiano no lo detallan y sólo destacan que Orisón venció mediante el engaño, y Frontino y Zonaras creen que se usaron carros cargados de ramas ardiendo en lugar de antorchas en los cuernos.
También suele situarse la muerte de Amílcar en esta misma batalla, lo cual no está tampoco exento de hondos desacuerdos. Diodoro y Apiano creen que el general cartaginés murió ahogado en un río al caer de su caballo mientras era perseguido por oretanos; Frontino afirma que Amílcar sobrevivió a la corriente, aunque sólo para ser abatido momentos después por guerreros de Heliké; Zonaras recoge que cayó en su campamento tratando de huir del caos de los elefantes; y Polibio, por último, postula que Amílcar cayó contra una tribu ibera, pero no especifica si se refiere a este episodio o si el púnico consiguió escapar de la batalla con vida para morir en un momento posterior.
Al año siguiente (227 a. C.), Orisón fue vencido por el yerno de Amílcar, Asdrúbal el Bello, quien volvió a la conquista con 50 000 hombres, 6000 jinetes y 200 elefantes como refuerzo. Orisón probablemente fue ejecutado entonces, ya que se menciona que los culpables de la muerte de Amílcar fueron castigados, y las doce ciudades a cuyo mando estaba fueron entregadas a los púnicos.